# Mokgomane
Mokgomane è un villaggio del Botswana situato nel distretto Meridionale, sottodistretto di Barolong. Il villaggio, secondo il censimento del 2011, conta 708 abitanti.

## Località
Nel territorio del villaggio sono presenti le seguenti 9 località:
- Galepulane,
- Gatintana,
- Kabe,
- Letlapana di 32 abitanti,
- Mahubakgama di 18 abitanti,
- Maleru di 94 abitanti,
- Mokgomane Lands di 289 abitanti,
- Phakane di 12 abitanti,
- Takatshweu